# Schwarzenbach an der Pielach
Schwarzenbach an der Pielach là một đô thị thuộc huyện Sankt Pölten-Land trong bang Niederösterreich, Áo.